# Instituto Profesional de Chillán
El Instituto Profesional de Chillán (abreviado IPROCH) fue un recinto educacional de la ciudad chilena de Chillán. Actualmente, sus instalaciones son ocupadas por la Universidad del Bío-Bío.

## Historia
Inicialmente, entre los años 1966 y 1980, los terrenos de la Sede Ñuble de la Universidad de Chile, correspondían a lo que hoy es el actual edificio del Centro de Extensión de la Universidad del Bío-Bío y el Campus Fernando May, este último, cedido en 1973.
El 20 de marzo de 1981, fue fundado el Instituto Profesional de Chillán, bajo el Decreto de Fuerza de Ley n° 15, adquiriendo los terrenos ocupados por la Universidad de Chile en la ciudad de Chillán. Posteriormente, ese mismo año, el instituto adquiere los terrenos de la antigua Escuela Normal de Chillán, lugar que hoy corresponde al Campus La Castilla.
Ya en 1982, es creado el canal de televisión Instituto Profesional de Chillán Televisión, cual perdura hasta 1991, cuando la señal es vendida a Chilevisión. En 1987, la institución declara a Marta Colvin como profesora Honoris Causa del recinto. Finalmente en 1988, el instituto es fusionado con la Universidad del Bío-Bío.